# Индијан Велс (Калифорнија)
Индијан Велс (енгл. Indian Wells), град је у америчкој савезној држави Калифорнија у округу Риверсајд. Налази се у долини Коучела, између Палм Дезерта и Ла Квинте. По попису становништва из 2010. у њему је живело 4.958 становника.
Град има највећи проценат милионера у Сједињеним Државама. У граду се одржава Индијан Велс мастерс, један од 9 турнира у Мастерс серији. Такмичење се одржава у Индијан Велс тенис гардену, чији је капацитет 16.000 места.

## Географија

### Клима
| Клима (Индијан Велс)       | Клима (Индијан Велс) | Клима (Индијан Велс) | Клима (Индијан Велс) | Клима (Индијан Велс) | Клима (Индијан Велс) | Клима (Индијан Велс) | Клима (Индијан Велс) | Клима (Индијан Велс) | Клима (Индијан Велс) | Клима (Индијан Велс) | Клима (Индијан Велс) | Клима (Индијан Велс) | Клима (Индијан Велс) |
| Показатељ \ Месец          | .Јан.                | .Феб.                | .Мар.                | .Апр.                | .Мај.                | .Јун.                | .Јул.                | .Авг.                | .Сеп.                | .Окт.                | .Нов.                | .Дец.                | .Год.                |
| -------------------------- | -------------------- | -------------------- | -------------------- | -------------------- | -------------------- | -------------------- | -------------------- | -------------------- | -------------------- | -------------------- | -------------------- | -------------------- | -------------------- |
| Средњи максимум, °C (°F)   | 22 (72)              | 24 (75)              | 27 (81)              | 31 (88)              | 34 (93)              | 39 (102)             | 42 (108)             | 41 (106)             | 39 (102)             | 33 (91)              | 27 (81)              | 22 (72)              | 32 (90)              |
| Средњи минимум, °C (°F)    | 6 (43)               | 8 (46)               | 11 (52)              | 15 (59)              | 18 (64)              | 23 (73)              | 26 (79)              | 26 (79)              | 22 (72)              | 17 (63)              | 9 (48)               | 5 (41)               | 16 (61)              |
| Количина падавина, mm (in) | 20 (7,9)             | 17 (6,7)             | 12 (4,7)             | 1,5 (0,59)           | 1,5 (0,59)           | 0,3 (0,12)           | 2,5 (0,98)           | 5,1 (2,01)           | 5,3 (2,09)           | 3 (1,2)              | 4,6 (1,81)           | 7,1 (2,8)            | 80 (31,5)            |
| [ тражи се извор ]         |                      |                      |                      |                      |                      |                      |                      |                      |                      |                      |                      |                      |                      |

## Демографија
Према попису становништва из 2010. у граду је живело 4.958 становника, што је 1.142 (29,9%) становника више него 2000. године.
|                   | 2010.          | 2000.          |
| Укупно            | 4 958 (100,0%) | 3 816 (100,0%) |
| Белци             | 4 574 (92,25%) | 3 583 (93,89%) |
| Хиспаноамериканци | 209 (4,215%)   | 113 (2,961%)   |
| Азијати           | 83 (1,674%)    | 57 (1,494%)    |
| Остали            | 63 (1,271%)    | 48 (1,258%)    |
| Афроамериканци    | 29 (0,585%)    | 15 (0,393%)    |